# Julieta de Melo Monteiro
Julieta de Melo Monteiro (Río Grande, 21 de octubre de 1855  — Río Grande, 27 de enero de 1928) fue una poeta, escritora, periodista y profesora brasileña.

## Infancia y juventud
Monteiro nació en Río Grande, en el estado de Río Grande del Sur, el 21 de octubre de 1855,  en una familia de escritores y poetas. Fue hija de la poeta Revocata dos Passos Figueiroa de Melo y de João Correia de Melo, y también sobrina de la poeta y periodista Amália dos Passos Figueiroa. Tuvo cuatro hermanos, tres de los cuales murieron a temprana edad, Revocata Heloísa de Melo, su hermana también fue poeta y periodista. Monteiro se casó el 21 de octubre de 1876 con Francisco Guilherme Pinto Monteiro, poeta de origen portugués. A los diecinueve años, publicó su primera obra un libro de versos de estilo parnasiano, llamado Preludios. 

## Carrera periodística y literaria
Monteiro fundó en 1878 la revista femenina Violeta, cuyos editores y colaboradores fueron fundamentalmente mujeres. Colaboró en diversos periódicos literarios, además de en periódicos de otro tipo. Entre los periódicos en los que trabajó en el estado de Rio Grande del Sur destacan Escrínio y Eco do Povo en Porto Alegre Progresso Literário, Tribuna Literária e Illustração Pelotense en Pelotas . También publicó textos en São Paulo para la revista A Mensageira, dedicada a la mujer brasileña. Se convirtió en patrona de la Academia Literaria Femenina de Río Grande do Sul y publicó en su revista, Atenéia. 
En 1892 publicó un libro de sonetos, Oscilantes, descrito como simple, descriptivo e incluso ingenuo y revelador de una infancia y una juventud felices.  En 1898 publicó un libro de cuentos, Alma e Coração . Le seguirían otras publicaciones, entre ellas Tabernáculo, un libro de versos, y la obra de teatro O Segredo de Marcial . Con su hermana escribió las obras Coração de Mãe (Corazón de madre), representada en Porto Alegre, Berilos, representada en Rio Grande, y Mário . 

## Activismo político
No sólo fue poeta, escribió cuentos y obras de teatro y también fue columnista. Fue miembro de la Sociedade Partenon Literário (Sociedad Partenón Literario), utilizando el seudónimo de "Penserosa".  

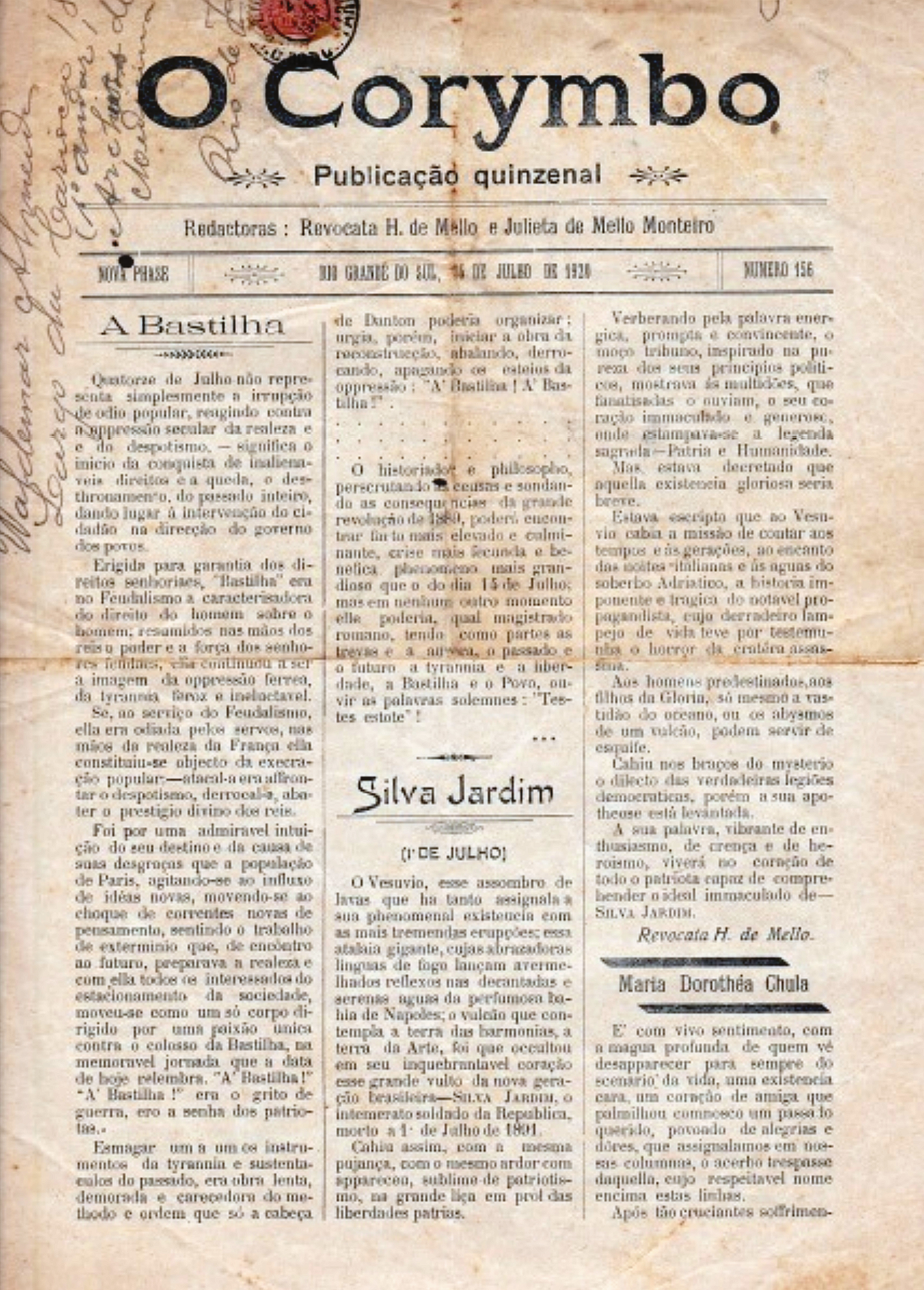
Un número de O Corymbo de 1924

### O Corymbo
Junto a su hermana creó el primer periódico literario de Brasil dirigido a mujeres, llamado O Corymbo. El periódico se publicó durante casi sesenta años, siendo su primer número publicado en junio del año 1885, en formato de tamaño reducido (tabloide) con cuatro páginas. A lo largo de los años en los que fue producido, tuvo una frecuencia de publicación variable: bimensual, mensual, quincenal  e incluso semanal. Trató temas literarios y poesía, conteniendo además apuntes y reflexiones sobre la vida y obra de personas del ámbito literario. 
Tanto ella como su hermana abordaron en el periódico los derechos de la mujer. Ambas trabajaron como profesoras mientras escribían O Corymbo, bajo la idea de que la implicación del mundo intelectual en la educación era el único camino hacia la emancipación femenina.
Monteiro fue federalista y abolicionista. Junto con Isabel de Mattos Dillon, su hermana y la organización de mujeres de río grande "Comisión Abolicionista 28 de Septiembre", trabajó para recaudar fondos para la compra de cartas de manumisión para esclavos.

## Muerte
Falleció en Río Grande el 27 de enero de 1928, habiendo escrito hasta el último de sus días. Tras fallecer, su hermana publicó póstumamente un poemario obra suya, llamado Terra Sáfara. Una calle de Porto Alegre lleva su nombre.  